# Agency Indian Reserve 1
Agency Indian Reserve 1 är ett reservat i Kanada.   Det ligger i provinsen Ontario, i den sydöstra delen av landet, 1 400 km väster om huvudstaden Ottawa.
Omgivningarna runt Agency Indian Reserve 1 är en mosaik av jordbruksmark och naturlig växtlighet. Runt Agency Indian Reserve 1 är det glesbefolkat, med 12 invånare per kvadratkilometer.